# 李孝河乡
李孝河乡是中国陕西省榆林市子洲县下辖的一个乡。

## 行政区划
李孝河乡下辖以下行政区：
李孝河村、沙坪村、磨石沟村、芦草峁村、常兴窑村、向阳村、拓家峁村、李家坬村、瓦窑渠村、李崖窑村、罗小台村、白草坬村、新窑尚村、红花梁村、聚才湾村、大山村、柳家墕村、跃则梁村、艾好咀村